# おはよ♪
『おはよ♪』は、ともちによる日本の4コマ漫画作品。『まんがタイム』（芳文社）2006年3月号より2009年12月号まで、また『まんがタイムファミリー』（同）2007年2月号より2010年1月号まで連載。2009年12月現在、単行本は1巻が刊行されている。
小学生らしからぬ発育の良さと、その外見のわりに子供っぽい心を持つ少女・美咲を中心に、小学生の仲間や家族を中心としたほのぼのコメディ4コマ漫画である。

## 登場人物

### 渡辺家
渡辺美咲（わたなべ みさき）
ヒロイン。小学校6年2組。ツインテールと、小学生らしからぬ発育の良い身体が特徴。身長160cm。その発育した外見のわりに非常に子供っぽく、無邪気で明るい性格である。萌香とは親友で、いつも一緒に登校したりしている。2年前に父親を亡くしており、そのためか甘えん坊なところがある。明にはセクハラまがいなちょっかいを掛けたりして気にはしていない振りをしているが、実際には人一倍自らの体の発育について敏感で、偶然気になる同級生に胸を触られた際には影で泣き出す場面も。
渡辺雪乃（わたなべ ゆきの）
美咲の母。33歳。旧姓・日下部。見た目は若々しく（美咲が幼児の頃から外見が変わっていない）、黒髪で清楚な雰囲気の女性。身長150cm。穏やかでおっとりした性格で、いつもニコニコしている。2年前に夫を亡くし、夫の親友だった柳田家に美咲共々住み込む事になった。なお、亡夫は明の父と同い年。酔うと抱き付き魔になる。近所の人を対象に書道教室を開いており、茂生や明も参加している。

### 柳田家
柳田明（やなぎだ あきら）
柳田家の次男。24歳。独身。勤めていた会社が潰れ、長いこと帰っていなかった実家に帰省してきた。現在は職を探している最中。真面目な青年だが、暗めですぐいじける癖がある。美人の雪乃に密かに惚れている。
柳田茂生（やなぎだ しげお）
明の父。62歳。柳田家の主。バーコード頭で恰幅のいい中年男。雪乃の夫であり、美咲の父であった男（故人）とは親友の間柄。ゆえに、二人を引き取った。豪快で明るい性格。
柳田歌子（やなぎだ うたこ）
明の母。寡黙だがノリのいい人。
長男夫婦
明の兄夫婦。二人のために家を二世帯住宅に増築したが、完成する直前に転勤で家を離れてしまった。増築した2階には渡辺母娘が住み込んでいる。

### 小学生
山田萌香（やまだ もえか）
美咲の同級生かつ、親友。眼鏡をかけ、おかっぱ頭の女の子。山田青果店の一人娘。年頃の娘らしく、自分の事を溺愛している父親のことを恥ずかしがり、嫌っている。自分の外見とつりあわないという理由で、名前にコンプレックスを抱いており、そのために名前で呼ばれることを嫌う。美咲のスタイルの良さと可愛さには憧れている。
八嶋大介（やじま だいすけ）
美咲の同級生。眼鏡をかけた男の子。美咲に密かに恋心を抱いているが、素直になれず、美咲の前ではつい悪態をついてしまう。小学1年の時に母を病気で亡くしている。家には父親と祖母がおり、家事は大介が切り盛りしている。

### その他
萌香の父
山田青果店を営んでいる。娘の萌香を溺愛しており、「もえ」と呼んで可愛がっているが、年頃の娘にはうっとうしがられている。毛むくじゃらでごつい外見に似合わず、クッキーやドーナツ等を作るのが得意。
萌香の母
山田青果店で夫の手伝いをしている。太っちょで優しいおばさん。
八嶋の祖母
眼鏡をかけたお婆さん。体があまり丈夫ではない。母を早くに亡くした大介のことを心配している。雪乃の書道教室に通っている。

## 単行本
まんがタイムコミックス（芳文社）より既刊1巻
1. 2008年2月7日発行 ISBN 978-4-8322-6609-4